# Ausson
Ausson település Franciaországban, Haute-Garonne megyében. Lakosainak száma 592 fő (2022. január 1.). Ausson Gourdan-Polignan, Huos, Montréjeau, Pointis-de-Rivière, Ponlat-Taillebourg és Les Tourreilles községekkel határos.

## Népesség
A település népességének változása:
| Lakosok száma | 324  | 541  | 547  | 549  | 547  | 575  | 586  | 590  | 592  | 592  |
|               | 1968 | 1982 | 1990 | 2006 | 2013 | 2015 | 2017 | 2019 | 2020 | 2022 |